# Orphée
Orphée (Q163) – francuski dwukadłubowy okręt podwodny z okresu międzywojennego i II wojny światowej, jedna z dziewięciu jednostek typu Diane. Okręt został zwodowany 10 listopada 1931 roku w stoczni Chantiers et Ateliers Augustin Normand w Hawrze, a w skład Marine nationale wszedł 8 czerwca 1933 roku. Pełnił służbę na Atlantyku, Morzu Północnym i Morzu Śródziemnym, biorąc udział w kampanii norweskiej, a od zawarcia zawieszenia broni między Francją a Niemcami znajdował się pod kontrolą rządu Vichy. „Orphée” wziął udział w próbie odparcia desantu Aliantów w Afryce Północnej, a miesiąc później, w grudniu 1942 roku, wszedł w skład marynarki Wolnych Francuzów. 15 kwietnia 1946 roku okręt został sprzedany na złom.

## Projekt i budowa
„Orphée” zamówiony został w ramach programu rozbudowy floty francuskiej z 1928 roku. Okręt, zaprojektowany przez Marie-Augustina Normanda i Fernanda Fenaux, należał do ulepszonej w stosunku do 600-tonowych typów Sirène, Ariane i Circé serii jednostek o wyporności 630 ton. Usunięto większość wad poprzedników: okręty charakteryzowały się wysoką manewrowością i krótkim czasem zanurzenia; poprawiono też warunki bytowe załóg.
„Orphée” zbudowany został w stoczni Augustin Normand w Hawrze . Stępkę okrętu położono 22 sierpnia 1929 roku , a zwodowany został 10 listopada 1931 roku.

## Dane taktyczno-techniczne
„Orphée” był średniej wielkości okrętem podwodnym o konstrukcji dwukadłubowej. Długość między pionami wynosiła 64,4 metra, szerokość 6,2 metra i zanurzenie 4,3 metra . Wyporność normalna w położeniu nawodnym wynosiła 571 ton, a w zanurzeniu 809 ton. Okręt napędzany był na powierzchni przez dwa czterosuwowe silniki wysokoprężne Normand–Vickers o łącznej mocy 1400 KM. Napęd podwodny zapewniały dwa silniki elektryczne o łącznej mocy 1000 KM. Dwuśrubowy układ napędowy pozwalał osiągnąć prędkość 14 węzłów na powierzchni i 9 węzłów w zanurzeniu. Zasięg wynosił 2300 Mm przy prędkości 13,5 węzła w położeniu nawodnym (lub 4000 Mm przy prędkości 10 węzłów) oraz 82 Mm przy prędkości 5 węzłów w zanurzeniu . Zbiorniki paliwa mieściły 65 ton oleju napędowego. Dopuszczalna głębokość zanurzenia wynosiła 80 metrów .
Okręt wyposażony był w osiem wyrzutni torped: trzy stałe kalibru 550 mm na dziobie, jedną zewnętrzną kalibru 550 mm na rufie, podwójny zewnętrzny obracalny aparat torpedowy kalibru 550 mm oraz podwójny zewnętrzny obracalny aparat torpedowy kalibru 400 mm . Łącznie okręt przenosił dziewięć torped, w tym siedem kalibru 550 mm i dwie kalibru 400 mm . Uzbrojenie artyleryjskie stanowiło umieszczone przed kioskiem działo pokładowe kalibru 75 mm M1928 L/35 oraz pojedynczy wielkokalibrowy karabin maszynowy Hotchkiss kalibru 13,2 mm L/76. Jednostka wyposażona też była w hydrofony .
Załoga okrętu składała się z 3 oficerów oraz 38 podoficerów i marynarzy.

## Służba
„Orphée” wszedł do służby w Marine nationale 8 czerwca 1933 roku . Otrzymał numer burtowy Q163 . W momencie wybuchu II wojny światowej pełnił służbę na Atlantyku, będąc jednostką flagową 16. dywizjonu okrętów podwodnych w Cherbourgu (w skład którego wchodziły ponadto siostrzane „Amazone” „Antiope” i „La Sibylle”) . Dowódcą jednostki był w tym okresie kmdr ppor. (fr. capitaine de corvette) L.E.Y.M. Courson (okręt znajdował się w remoncie, który miał trwać do 31 stycznia 1940 roku) . 10 listopada 1939 roku „Orphée” i „Antiope” wyszły w morze z Brestu, eskortowane przez pomocniczy patrolowiec „Hereux” .
14 kwietnia 1940 roku, po rozpoczęciu inwazji Niemiec na Danię i Norwegię, „Orphée” po wyjściu z Brestu dołączył do swoich siostrzanych jednostek, tworzących brytyjską 10. Flotyllę okrętów podwodnych w Harwich . Okrętem dowodził wówczas kpt. mar. (fr. lieutenant de vaisseau) R.H.A. Meynier .
19 kwietnia „Orphée” wyszedł z Harwich na swój pierwszy patrol na Morze Północne . 21 kwietnia o godzinie 23:59 załoga „Orphée” wystrzeliła na pozycji 56°58′N 6°03′E/56,966667 6,050000 dwie torpedy w kierunku niemieckiego okrętu podwodnego U-51, jednak żadna z nich nie była celna  . 24 kwietnia okręt powrócił z patrolu i wobec niemożności usunięcia usterek w miejscowej stoczni, razem z innym uszkodzonym francuskim okrętem podwodnym „Pasteur” zmuszony był udać się na remont do Francji . 3 maja o 17:00 „Orphée” oraz „Pasteur” wyszły z Dover i w eskorcie awiza „Amiral Mouchez” wyruszyły do Cherbourga .
W czerwcu 1940 roku „Orphée” był nadal jednostką flagową 16. dywizjonu okrętów podwodnych, a jego dowódcą był kpt. mar. Meynier . 18 czerwca, wobec zbliżania się wojsk niemieckich do portu w Breście, „Orphée” ewakuował się do Casablanki (razem z okrętami podwodnymi „Casabianca”, „Sfax”, „Persée”, „Poncelet”, „Ajax”, „Circé”, „Thétis”, „Calypso”, „Amphitrite”, „Amazone”, „Antiope”, „La Sibylle” i „Méduse”) . W listopadzie 1940 roku jednostka stacjonowała w Casablance (wraz z okrętami podwodnymi „Sidi Ferruch”, „Méduse”, „Antiope”, „Amphitrite”, „Amazone”, „La Sibylle” i „Sfax”) .
22 kwietnia 1941 roku z Casablanki w eskorcie awiza „La Boudeuse” wyszły „Antiope”, „Méduse” i „Orphée”, udając się w rejs do Oranu . Jednostki przybyły do miejsca docelowego 24 kwietnia, po czym dwa ostatnie zostały pod dozorem w porcie. Dzięki temu 10 maja w morze mogły wyjść „Diane”, „Eurydice”, „Antiope” i „Thétis”, które w eskorcie torpedowca „La Bayonnaise” 14 maja dotarły do Tulonu  .
W listopadzie 1942 roku, kiedy doszło do lądowania aliantów w Afryce Północnej, „Orphée” bazował w Casablance (wraz z okrętami podwodnymi „Sidi Ferruch”, „Le Conquérant”, „Le Tonnant”, „Antiope”, „Amazone”, „Méduse”, „Amphitrite”, „La Psyché”, „La Sibylle” i „Oréade”). Rankiem 8 listopada okręt otrzymał rozkaz zaatakowania jednostek inwazyjnych i w zanurzeniu opuścił port między 7:10 a 8:30. Dowodzony przez kmdra por. (fr. capitaine de frégate) Galla „Orphée” zdołał uniknąć zatopienia i po zakończeniu walk powrócił do Casablanki. W grudniu 1942 roku jednostka weszła w skład marynarki Wolnych Francuzów .
W 1944 roku okręt trafił do rezerwy . „Orphée” został sprzedany w celu złomowania 15 kwietnia 1946 roku .